# Elfo (Dungeons & Dragons)

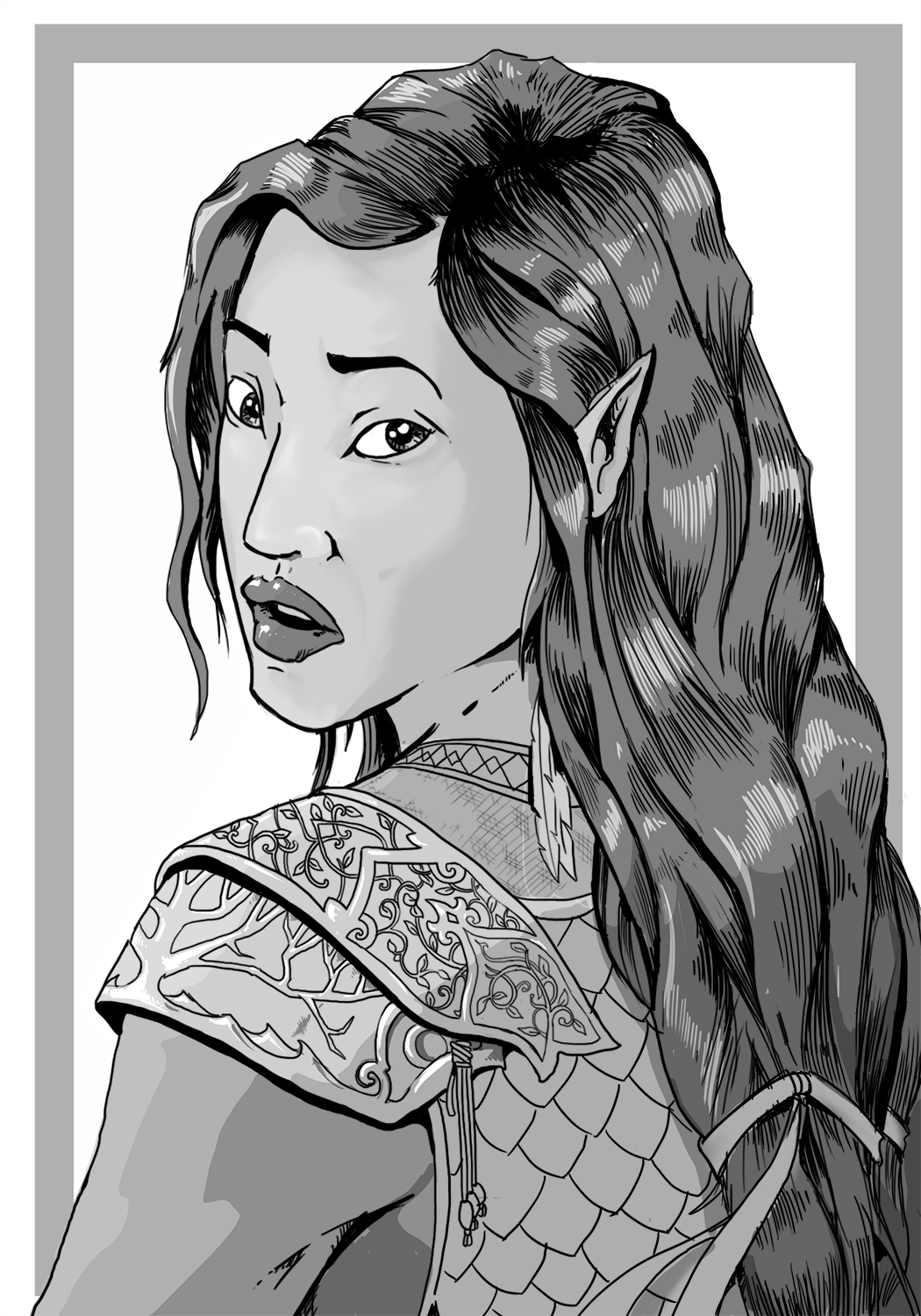
Rappresentazione di un elfo

L'Elfo è una delle razze presenti nel gioco di ruolo fantasy Dungeons & Dragons. Gli elfi sono creature che la maggior parte delle altre razze intelligenti considera frivole, superficiali e arroganti, poiché si interessano di arte, danza, canto e poesia e generalmente non si preoccupano degli avvenimenti che accadono loro intorno, a meno che non diventino una minaccia, nel qual caso si adoperano per contrastarla con efficacia e determinazione. Questo atteggiamento può essere attribuito alla loro lunga esistenza. Amano e rispettano la natura e gli animali; non sono avidi di minerali o metalli preziosi, ma sono grandi ricercatori di oggetti magici. Sono maestri nell'uso della magia e sono portati per diventare maghi; hanno una dote naturale che li rende particolarmente esperti nell'utilizzo di spade ed archi. Per un umano, gli elfi sono esseri di rara bellezza.
Solitamente esistono delle sottorazze di elfi, a seconda dell'ambientazione cui appartengono. Alcuni esempi sono elfi alati (avariel), elfi alti, elfi del sole, elfi della luna, elfi della neve, elfi delle valli, elfi dorati, elfi grigi, elfi marini, elfi scuri (drow), elfi selvaggi (grugach), elfi silvani. Queste sottorazze possono differire molto, non solo per l'ambiente naturale in cui vivono ma anche per il loro comportamento (e, regolisticamente, di solito subiscono variazioni più o meno pesanti dall'archetipo comune).
Un elfo, che può sopravvivere oltre un millennio, mediamente vive per circa 700 anni (nonostante la loro lunga esistenza raggiungono la piena maturità poco prima dei trent'anni e hanno un aspetto perennemente giovane), appare come un umanoide più basso e meno robusto di un umano, dai lineamenti delicati, con un'altezza che può variare da 135 a 165 centimetri. Caratteristica fondamentale della razza è la presenza di orecchie a punta. Sono magri, longilinei (il peso può variare da 40 a 60 chilogrammi), con il corpo completamente glabro. La loro pelle può essere di vari colori a seconda della sottorazza, da bianco pallido a nero come l'ebano. I loro splendidi occhi (hanno anche un'ottima vista) sono di solito verde scuro, ma il colore può variare molto. Il timbro della voce è musicale e suadente. Si muovono in maniera aggraziata ed estetizzando il movimento.
Gli elfi sono abituati a fare ciò che vogliono, ma lo fanno sempre con eleganza e mai con eccesso, senza motivo o inutilmente. I loro stati d'animo variano dall'indifferente al compiaciuto; difficilmente mostrano rabbia o gioia sfrenata, al limite possono sembrare divertiti. Sono introversi, e per questo possono sembrare xenofobi (anche se, in effetti, provano una certa antipatia per i nani e i mezzorchi). Sono leali con chi li rispetta, ma estremamente vendicativi se subiscono un torto.
Un elfo non ha bisogno di dormire, ma medita in uno stato di trance per circa quattro ore al giorno; questo spiega l'immunità agli incantesimi che implicano uno stato di sonno forzato.
Gli elfi vivono prevalentemente organizzati in piccoli clan, governati da esponenti di famiglie nobili per via ereditaria. Desiderano vivere in spazi aperti e odiano i luoghi chiusi; per questo non gradiscono abitare nelle sporche e opprimenti città umane. Le meravigliose città elfiche si trovano usualmente nelle fitte foreste e nei boschi lussureggianti; se possibile vengono costruite fra i possenti rami degli alberi più alti ed illuminate magicamente. La loro vita si svolge nel pieno rispetto del territorio in cui si trovano; non hanno bisogno di sfruttarlo, perché le loro capacità magiche gli consentono di sopravvivere senza farlo. I loro prodotti di artigianato (armi ed armature, ma non solo) rasentano la perfezione e la bellezza artistica e sono sempre incantati. Sono generalmente tolleranti nei confronti delle altre razze e molto spesso ben disposti verso i mezzelfi; il loro atteggiamento nei confronti degli umani è di indifferenza, anche se gli elfi più giovani tendono maggiormente a familiarizzare con loro. I linguaggi normalmente conosciuti dalla razza sono l'Elfico e il Comune(la lingua tipica degli umani); a volte, individui particolarmente intelligenti possono conoscere i linguaggi di creature che tipicamente popolano i boschi.
Una classe di prestigio può avere fra i suoi requisiti la razza elfica come, ad esempio, l'Arciere arcano.

## Evoluzione nella storia di D&D

### Original D&D
La razza è introdotta già nella prima edizione del gioco. Nella versione descritta in Man & Magic, un personaggio di razza elfica deve scegliere se essere un Guerriero o un Mago all'inizio di ogni avventura. Con il supplemento Greyhawk invece non vi è più la scelta della classe da parte del giocatore, dato che l'unica possibilità è di essere multiclasse Guerriero/Mago (anche se nel testo non vengono utilizzati esplicitamente questi termini), appartenendo cioè ad entrambe le classi allo stesso tempo ed acquisendo così le capacità di entrambe; un elfo può quindi lanciare incantesimi ed utilizzare contemporaneamente ogni tipo di arma ed armatura disponibili, con lo svantaggio però di avere un limite nel livello massimo raggiungibile. Sempre nello stesso supplemento viene aggiunta la possibilità per un elfo di essere anche un Ladro oppure un multiclasse Guerriero/Mago/Ladro o Guerriero/Mago/Chierico (quest'ultima combinazione è però accessibile solo ad elfi che interagiscono esclusivamente con individui della propria razza). L'elfo è dotato di infravisione oltre che della capacità speciale di scoprire porte nascoste più efficacemente di altre razze, ed è immune alla paralisi che provoca la ferita di un ghoul. L'allineamento possibile è solo Legale o Neutrale. Oltre all'Elfico, al linguaggio d'allineamento e al Comune (ma quest'ultimo solo con una bassa probabilità), conosce altri linguaggi che, in D&D3ed, verrebbero definiti "automatici"; la scelta di quelli addizionali ("linguaggi bonus" in D&D3ed), cioè a libera scelta del giocatore, il cui numero è determinato dal punteggio di Intelligenza, non è, come in altre edizioni, ristretta ad una lista. 

### AD&D Prima Edizione
Per poter essere un elfo, il personaggio deve soddisfare dei requisiti minimi nei valori delle caratteristiche (con distinzione fra maschi e femmine). La razza ha accesso alle classi Guerriero, Mago, Ladro e alla sottoclasse dell'Assassino; in tutte però ha limitazioni di livello. Come semiumano, l'elfo può scegliere alcune combinazioni multiclasse:
- Guerriero/Mago
- Guerriero/Ladro
- Mago/Ladro
- Guerriero/Mago/Ladro

Non vi sono restrizioni nella scelta dell'allineamento, dato che a partire da questa edizione del gioco sarà dipendente solamente dalla classe, e non dalla razza. Viene formalizzata l'innata abilità dell'elfo nell'uso di arco e spada, facendogli guadagnare un bonus alla THAC0 quando usa questo tipo di armi, e la sua elevata resistenza agli incantesimi che influiscono sul sonno e sulla volontà mentale. Gli elfi hanno bonus razziali alla Destrezza e penalità alla Costituzione. I loro movimenti aggraziati gli permettono, quando non indossano armature metalliche, di sorprendere facilmente un nemico. I linguaggi automatici sono quasi una decina; ma, anche se non c'è restrizione nella scelta, il numero dei linguaggi addizionali è molto limitato rispetto ad un personaggio umano.

### D&D Base

#### Quarta revisione
In questa versione del gioco l'Elfo è una classe base inserita fra quelle "semiumane". Può essere vista come derivante dall'unione delle classi "umane" Guerriero e Mago: ha esattamente le stesse capacità di entrambe, ma con lo svantaggio di non poter raggiungere alti livelli. Per poter accedere alla classe, un personaggio deve avere come minimo un punteggio di Intelligenza uguale a 9. Le capacità speciali della classe derivano dalle edizioni in cui l'Elfo era una razza: infravisione, immunità alla paralisi del ghoul, migliore probabilità di rilevare porte segrete e di sentire rumori. Essendo parzialmente un guerriero, accumulando punti esperienza anche dopo aver raggiunto il livello massimo consentito gli fa acquisire le Opzioni di combattimento del Guerriero e una riduzione del danno contro il soffio del drago. I linguaggi automatici sono gli stessi di OD&D e, come in quell'edizione, i linguaggi addizionali non soffrono di nessuna restrizione. All'Elfo vengono assegnati dei titoli in base al livello:
| Livello | Titolo                      |
| ------- | --------------------------- |
| 1       | Veterano-Medium             |
| 2       | Guerriero-Veggente          |
| 3       | Maestro di Spada-Evocatore  |
| 4       | Eroe-Maliardo               |
| 5       | Schermidore-Incantatore     |
| 6       | Mirmidone-Fattucchiere      |
| 7       | Campione-Stregone           |
| 8       | Supereroe-Negromante        |
| 9       | Signore-Mago                |
| 10      | Signore-Mago di 10º livello |

### AD&D Seconda Edizione
Rispetto alla prima edizione di AD&D un personaggio di razza elfica può scegliere di essere anche Ranger (ora una classe base) o Chierico (classe utilizzabile precedentemente solo per PNG), ma non sono accessibili altre combinazioni multiclasse. Anche il numero di linguaggi automatici è determinato dal punteggio di Intelligenza e, a differenza degli umani, la scelta del tipo di linguaggio deve essere fatta fra quelli di una limitata lista.

### D&D Terza Edizione
Oltre che non esserci più nessuna limitazione nella scelta della classe e nessun punteggio minimo richiesto nelle caratteristiche, la modifica più rilevante è quella che riguarda la visione dell'elfo in assenza di fonti luminose: non ha più l'infravisione, e quindi non può più vedere nel buio totale, ma ha la visione crepuscolare, ovvero una vista migliore di quella umana in presenza di poca luce. Ha una competenza nelle armi che predilige spade e archi: spada lunga, stocco, arco corto (anche composito), arco lungo (anche composito). Con l'introduzione nella meccanica di gioco del sistema di abilità e talenti la costante attenzione e l'acuta vista dell'elfo vengono formalizzate con un bonus alle abilità Ascoltare, Cercare e Osservare. È assente invece la tipica "leggerezza" del passo elfico, che gli consentiva, in precedenti edizioni, di avere buone possibilità di riuscire a cogliere di sorpresa un avversario. I linguaggi automatici sono Elfico e Comune, mentre i linguaggi bonus devono essere scelti da una limitata lista.

## Ambientazioni

### Forgotten Realms
La presenza degli elfi (loro stessi si riferiscono al "popolo", chiamandosi, in elfico, Tel'Quessir) su Toril è praticamente limitata al continente Faerûn; qui sono una delle razze più antiche del continente, giunta sul pianeta oltre 24000 anni fa, quando a dominare erano i draghi: gli elfi, grazie alla loro Alta Magia, riuscirono non solo a resistergli, ma anche a sconfiggerli. Attualmente, dei grandi ed estesi regni fondati allora, solo due hanno resistito nel tempo: Evermeet, o l'"isola degli elfi", situata a migliaia di chilometri ad ovest di Faerûn, ed Evereska, una valle nascosta fra le montagne nel nord del continente. Con l'avvento dell'umanità, il numero di elfi si è drasticamente ridotto; inoltre, da 500 anni è in corso la Ritirata, un ordine impartito dai capi delle nazioni elfiche a tutti gli elfi, dopo centinaia d'anni di discussioni, con lo scopo di abbandonare l'ostile Faerûn che li ha spinti gradualmente a ritirarsi verso la loro patria, ovvero Evermeet. Gli elfi di Faerûn sono suddivisi in sette sottorazze:
- Elfi della Luna: descritti come la sottorazza meno dissimile dal modello "classico" descritto nel Manuale del Giocatore, hanno la pelle del pallido colore della luna con sfumature bluastre; i capelli sono argentati, blu o corvini. Rispetto alle altre sottorazze, sono quelli che tollerano maggiormente la razza umana e, di conseguenza, sono i più diffusi sul continente; molto spesso gli elfi aggregati alle compagnie di avventurieri umani sono elfi della luna.
- Elfi del Sole: dalla pelle bronzea e i capelli ramati, corvini o biondi, sono la sottorazza più civilizzata. Gli elfi di Evermeet sono principalmente elfi del sole, ma nel Faerûn sono poco diffusi.
- Elfi dei Boschi: tendenzialmente schivi e solitari, abitano nel folto delle foreste. La loro pelle ha il colore del rame con sfumature verdi.
- Elfi Grigi: I più nobili fra gli elfi, hanno i capelli argentati con occhi ambrati, vivono in cittadelle isolate in montagna.
- Elfi Scuri (Drow): un tempo comuni elfi, sono stati banditi e costretti a vivere nel Sottosuolo, al di sotto di Faerûn. Mentre le altre sottorazze possono rappresentare il "lato buono" della razza elfica, questi sinistri elfi ne rappresentano decisamente il "lato oscuro"; particolarmente malvagi, agiscono con malizia e perfidia, alla costante ricerca di dominare anche le terre di superficie. La loro pelle somiglia ad una pietra di ossidiana levigata, mentre gli occhi sono rossi e i fluenti capelli bianchi.
- Elfi Selvaggi: questi elfi dalla pelle marrone-legno vivono perlopiù isolati in zone particolarmente selvagge e non tollerano la presenza di altre razze, in particolare umani, nei loro territori. Rispetto alle altre sottorazze sono molto meno organizzati e meno civilizzati.
- Elfi Marini: gli elfi marini vivono sott'acqua; hanno la pelle color verde-mare, possono respirare l'acqua come fosse aria e hanno i piedi e le mani palmate, ma potrebbero vivere sulla terra se volessero. Ne esistono di due tipi: quelli del Grande Mare, presenti anche nel Mare delle Spade e nel Mare Scintillante, e quelli del Mare delle Stelle Cadute.[8]